# Trouwlied
Trouwlied (Treuelied in het Duits) is de gebruikelijke naam van het volks- en studentenlied Wenn alle untreu werden uit 1814 van de dichter Max von Schenckendorf. Het ontstond in de tijd van de napoleontische oorlogen en de onderdrukking van het oplevende Duitse nationalisme door Frankrijk.
Na de Eerste Wereldoorlog kreeg dit lied weer grotere symboolwaarde bij nationalistische groeperingen en werd dan ook door de nazi's overgenomen. Een bewerkte versie maakte deel uit van een balladenbundel van de hand van de latere nazi-dichter Börries baron van Münchhausen. De SS koos het lied als haar favoriete hymne. Naast het Horst Wessellied was het een van de populairste liederen onder SS'ers. Het werd vaak gezongen aan het eind van hun vriendschappelijke en officiële bijeenkomsten en kreeg zo bijna de status van SS-volkslied. Ook verscheen het in verscheidene zangbundels van de Hitlerjugend. In tegenstelling tot veel andere naziliederen - zoals het Horst Wessellied - is het Trouwlied niet verboden in Duitsland.

## Wilhelmus
Het trouwlied wordt gewoonlijk met een eigen melodie gezongen. Er bestaat echter ook een versie met de melodie van het Wilhelmus die in 1923 voor het eerst gebruikt is. De Duitse zanger Heino heeft in de jaren 80 het trouwlied met de melodie van het Wilhelmus opgenomen.

## Tekst
De Duitse versie van het Treuelied werd ook in het Nederlands vertaald als Trouwlied:
| Duitse tekst Wenn alle untreu werden, So bleiben wir doch treu, Dass immer noch auf Erden Für euch ein Fähnlein sei. Gefährten unsrer Jugend, Ihr Bilder besserer Zeit, Die uns zu Männertugend Und Liebestod geweiht. Wollt nimmer von uns weichen, Uns immer nahe sein, Treu wie die deutschen Eichen, Wie Mond und Sonnenschein! Einst wird es wieder helle In aller Brüder Sinn, Sie kehren zu der Quelle In Lieb und Treue hin. Ihr Sterne seid uns Zeugen, Die ruhig niederschaun, Wenn alle Brüder schweigen Und falschen Götzen traun. Wir woll'n Wort nicht brechen Nicht Buben werden gleich, Woll'n predigen und sprechen Vom heil'gen deutschen Reich! | Nederlandse tekst Waar allen trouwloos falen, Daar blijven wij getrouw; Dat steeds op eigen aarde Uw vaandel wapperen zou; Gezichten fier en jeugdig, Gij beelden uit de tijd; Hebt onze mannenharten Tot liefdedood gewijd. Wil nimmer van ons wijken, Wil altijd bij ons zijn; Trouw als oude eiken Als maan en zonneschijn; Eens daagt voor elke broeder, Het licht in zijn gemoed; Wij keren tot de moeder Die liefd’ en trouwe hoedt. Gij sterren zijt getuigen, Die stil ons gadeslaan; Als alle broeders zwijgen Naar valse goden gaan; Wij willen ‘t woord niet breken Niet wijken in ‘t gevecht; Wij prediken en spreken Van strijd om erf en echt! |